# Prasinocyma flavicosta
Prasinocyma flavicosta là một loài bướm đêm trong họ Geometridae.